# Сан (филм)
Сан је југословенски филм из 1966. године. Режирао га је Пуриша Ђорђевић који је написао и сценарио. Филм је био југословенски кандидат на 17. Међународном филмском фестивалу у Берлину 1966.

## Радња
У време када је Европа сањала о слободи 1941. Чачак и Ужице су били слободни градови, у тим ослобођеним градовима, девојка и младић сањају о лепшој и бољој будућности. Међутим, рат им прекида снове. Немци надиру поново, партизани се повлаче, мртви остају на стражи.

## Улоге
| Глумац                   | Улога     |
| ------------------------ | --------- |
| Љубиша Самарџић          | Мали      |
| Михаило Миша Јанкетић    | Дечак     |
| Оливера Катарина         | Девојка   |
| Мија Алексић             | Циганин   |
| Љуба Тадић               | Миле Грк  |
| Синиша Иветић            | Хајнрих   |
| Александар Стојковић     | Берберин  |
| Велимир Бата Живојиновић | Лазар     |
| Стојан Столе Аранђеловић | Војник    |
| Фарук Беголи             | Петар     |
| Виктор Старчић           | Диригент  |
| Карло Булић              | Професор  |
| Зоран Бечић              |           |
| Душан Голумбовски        | Доушник   |
| Радмила Гутеша           | Даница    |
| Светолик Никачевић       | Судија    |
| Милутин Мићовић          | Младожења |

| Глумац                 | Улога          |
| ---------------------- | -------------- |
| Душан Кандић           | Милован        |
| Душан Вујисић          | Алимпије       |
| Весна Латингер         |                |
| Бранимир Тори Јанковић |                |
| Драгомир Чумић         | Сретен         |
| Анка Врбанић           |                |
| Бранислав Зоговић      |                |
| Стеван Голић           |                |
| Неда Арнерић           | Марклена       |
| Слободан Алигрудић     | Милован (глас) |

## Награде
На 13. Филмском фестивалу у Пули 1966. године:
- Филм - Сребрна арена
- Пуриша Ђорђевић – Сребрна арена за режију

## Културно добро
Југословенска кинотека је, у складу са својим овлашћењима на основу Закона о културним добрима, 28. децембра 2016. године прогласила сто српских играних филмова (1911-1999) за културно добро од великог значаја. На тој листи се налази и филм "Сан".